# Elf Jahre und ein Tag
Pour plus de détails, voir Fiche technique et Distribution.
Elf Jahre und ein Tag est un film allemand réalisé par Gottfried Reinhardt, sorti en 1963.

## Fiche technique
- Titre : Elf Jahre und ein Tag[1]
- Réalisation : Gottfried Reinhardt
- Scénario : Gottfried Reinhardt et Jan Lustig d'après le roman de Nigel Balchin
- Photographie : Klaus von Rautenfeld
- Montage : Elisabeth Kleinert-Neumann (en)
- Musique : Hans-Martin Majewski
- Pays de production : Allemagne de l'Ouest
- Format : Noir et blanc - Mono
- Genre : drame
- Durée : 100 minutes
- Date de sortie : 1963

## Distribution
- Ruth Leuwerik : Tina Rodenbach
- Bernhard Wicki : Karl Rodenbach
- Paul Hubschmid : Tony Cameron
- Margot Trooger : Fanni Gruber
- Wolfgang Dörich : Pichler
- Heinrich Schweiger : Stumpf